# Hrvatski rukometni savez
Der Hrvatski rukometni savez (kroatisch für „Kroatischer Handballverband“), kurz HRS, ist der nationale Verband für den Handballsport in Kroatien. Er wurde im Oktober 1941 gegründet und hat seinen Sitz in Zagreb. Zwischen 1948 und 1992 nannte sich der Verband Rukometni savez Hrvatske (Handballverband Kroatiens). Seit dem 10. April 1992 ist der HRS Mitglied der IHF und seit dem 23. Juli 1992 Mitglied der EHF.

## Wettbewerbe
Der Verband organisiert folgende nationale Wettbewerbe:
- Dukat Premijer Liga
- 2. Hrvatska Rukometna Riga, die in Süd, West und Nord unterteilt ist.

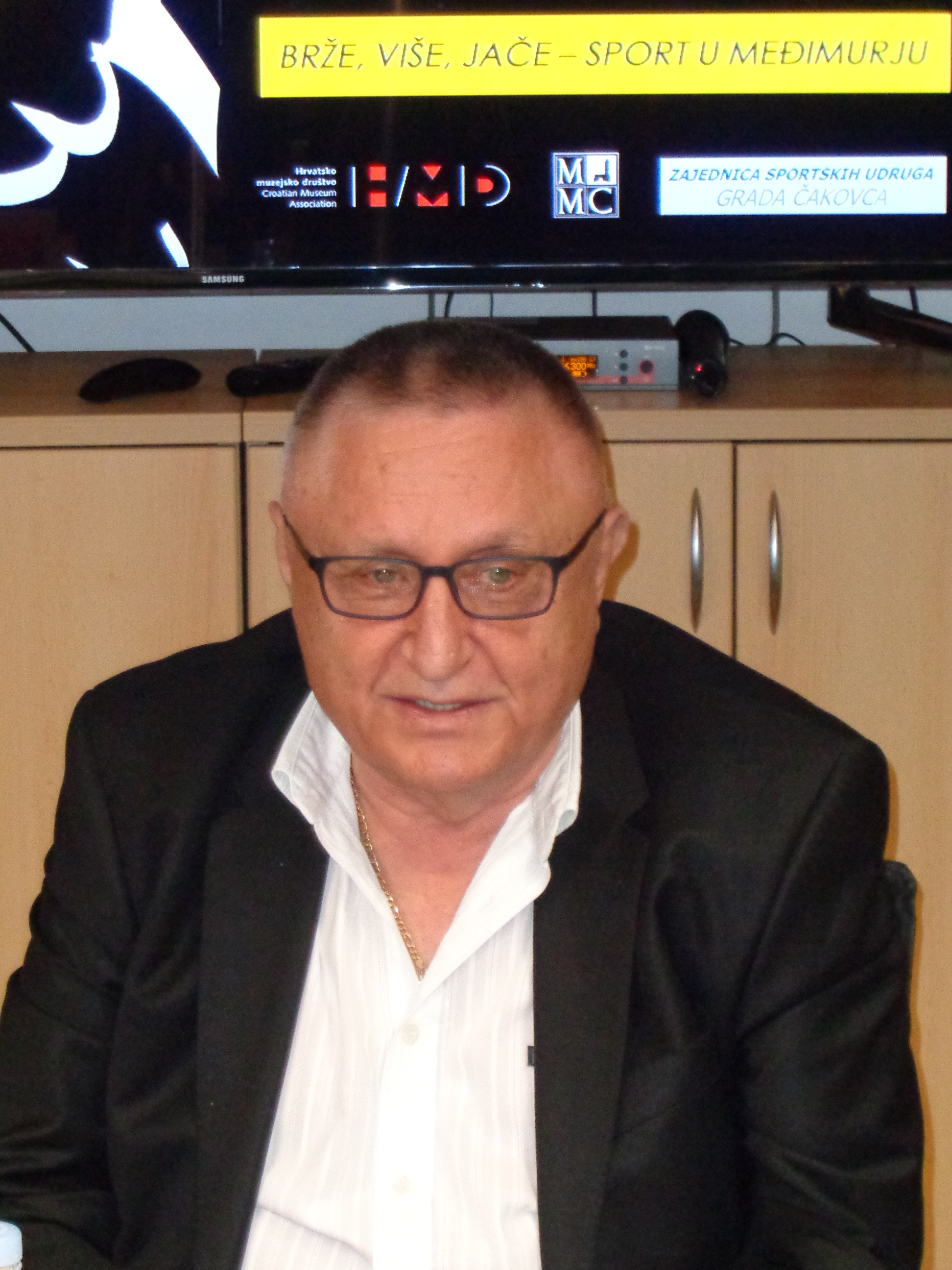
Željko Kavran, Vorsitzender des Kroatischen Handball-Bundes 1995–2008